# Вердиев, Газрат-Кулу Гусейн оглы
Газрат-Кулу Гусейн оглы Вердиев (азерб. Həzrətqulu Hüseyn oğlu Verdiyev; 8 апреля 1895, Елизаветпольский уезд — ?) — советский азербайджанский хлопковод, Герой Социалистического Труда (1948).

## Биография
Родился 8 апреля 1895 года в селе Алиушагы Елизаветпольского уезда Елизаветпольской губернии (ныне Самухский район Азербайджана).
Трудился колхозником, бригадиром в колхозе имени Ленина Ханларского района. В 1947 году получил урожай хлопка 88,42 центнеров с гектара на площади 5 гектаров. 
Пенсионер союзного значения.
Указом Президиума Верховного Совета СССР от 10 марта 1948 года за получение в 1947 году высоких урожаев хлопка Вердиев Газрат-Кулу Гусейн оглы присвоено звание Героя Социалистического Труда с вручением ордена Ленина и золотой медали «Серп и Молот».
Активно участвовал в общественной жизни Азербайджана. Член КПСС с 1940 года.